# MTV Unplugged (álbum de Alanis Morissette)
MTV Unplugged es el primer álbum en directo de la cantante canadiense Alanis Morissette, publicado por Maverick Records en Estados Unidos el 9 de noviembre de 1999, realizado para la cadena MTV y su serie de conciertos acústicos, MTV Unplugged. El álbum contiene 12 canciones, aunque en la presentación en vivo se interpretaron más temas que Alanis no incluyó en el álbum, como «Baba», «Thank U» y «Your House» (track oculto en Jagged Little Pill). El disco incluía temas de sus dos anteriores placas de estudio y tres temas inéditos: «No Pressure Over Cappuccino», «Princes Familiar» y «These R the Thoughts» además de «King of Pain», una versión de The Police. El primer sencillo fue «That I Would Be Good», que alcanzó un éxito moderado. «King of Pain» y «You Learn» fueron lanzados como sencillos fuera del territorio estadounidense. El 14 de enero de 2000 el álbum fue certificado con el disco de oro por la RIAA, y para septiembre de 2008 el álbum ya había vendido 646.000 copias en los Estados Unidos
y más de 3 millones de copias a nivel mundial.

## Lista de canciones
Todas las letras escritas por Alanis Morissette, toda la música compuesta por Alanis Morissette and Glen Ballard, excepto las que se detallan. 
| N.º | Título                                                   | Duración |  |
| 1.  | «You Learn»                                              | 4:22     |  |
| 2.  | «Joining You»                                            | 5:09     |  |
| 3.  | «No Pressure Over Cappuccino» (Morissette, Nick Lashley) | 4:41     |  |
| 4.  | «That I Would Be Good»                                   | 4:14     |  |
| 5.  | «Head over Feet»                                         | 4:23     |  |
| 6.  | «Princes Familiar»                                       | 4:37     |  |
| 7.  | «I Was Hoping»                                           | 4:54     |  |
| 8.  | «Ironic»                                                 | 4:14     |  |
| 9.  | «These R the Thoughts»                                   | 3:26     |  |
| 10. | «King of Pain» (letra y música: Sting)                   | 4:05     |  |
| 11. | «You Oughta Know»                                        | 5:00     |  |
| 12. | «Uninvited» (Alanis Morissette)                          | 4:37     |  |

## Créditos
- Alanis Morissette - voz, guitarra, armónica y flauta
- Nick Lashley - guitarra
- Joel Shearer - Guitarra
- Deron Johnson - teclados, coros en "King of Pain"
- Chris Chaney - bajo
- Gary Novak - batería y percusión
- Brad Dutz - percusión
- David Campbell - arreglos musicales y violín
- Suzie Katayama - arreglos de cuerda en "You Ougtha Know"
- Joul Derouin - violín
- Laura Seaton - violín
- Erik Friedlander - violín

## Posicionamiento
| Chart                           | Posicionamiento |
| ------------------------------- | --------------- |
| Bélgica Albums Chart (Flanders) | 10              |
| Bélgica Albums Chart (Wallonia) | 41              |
| Francia Albums Chart            | 21              |
| Italia Albums Chart             | 6               |
| Noruega Albums Chart            | 6               |
| Países Bajos Albums Chart       | 4               |
| Reino Unido Albums Chart        | 56              |
| Suecia Albums Chart             | 56              |
| Suiza Albums Chart              | 4               |
| Estados Unidos Billboard 200    | 63              |